# Alice Domon
Pour les articles homonymes, voir Domon.
Alice Domon (née le 23 septembre 1937 à Charquemont, Doubs et morte en décembre 1977) est une religieuse française (en religion sœur Caty), disparue pendant la dictature militaire en Argentine.

## Biographie
Alice Domon est née le 23 septembre 1937 à Charquemont, dans le Doubs. Elle entre dans les ordres en 1957 dans la congrégation des Sœurs des Missions Étrangères de Notre-Dame de La Motte.
Elle commence sa mission de religieuse en Argentine en 1967. Travaillant comme femme de ménage puis comme ouvrière agricole, elle s'occupe d'abord d'enfants handicapés sous le nom de sœur Caty.
En 1977, elle vit dans un bidonville de Buenos Aires où elle soutient le combat des Mères de la place de Mai. Elle recherche avec elles les disparus victimes de la dictature de Videla en frappant à toutes les portes : tribunaux, commissariats, ministères. Selon les organisations des droits de l’homme[Lesquelles ?], cette dictature militaire, du 24 mars 1976 au 10 décembre 1983, a fait 15 000 fusillés, 9 000 prisonniers politiques, ainsi que 30 000 disparus et 1,5 million d'exilés sur une population de 32 millions d'habitants.
Alice Domon est enlevée le 8 décembre 1977 dans l’église de Santa-Cruz à Buenos Aires avec onze autres membres du mouvement des Mères de la place de Mai. Deux jours plus tard, Léonie Duquet, autre religieuse française originaire du Doubs, est enlevée chez elle, à Ramos Mejía (banlieue sud de Buenos Aires).

Elles sont alors internées à l'École supérieure de mécanique de la Marine (ESMA), le plus grand centre de torture argentin. Le réseau avait en fait été infiltré par le capitaine Alfredo Astiz, dit l’« Ange blond de la Mort » qui se faisait passer pour le frère d'un enlevé, et pour qui Alice avait beaucoup de sympathie.
 
Le 17 ou 18 décembre 1977, après avoir été torturées pendant environ dix jours (on les a vues encore vivantes le 13 décembre dans le camp de rétention de l’ESMA), elles sont sédatées au penthotal, embarquées pour l'aéroport et jetées depuis un avion dans la mer au large de Santa Teresita (es), à l'embouchure du Rio de la Plata.
À l’inverse de Léonie Duquet, le corps d’Alice Domon n'a jamais été retrouvé. L’ex-capitaine Astiz a été condamné en France par contumace, en 1990, à la prison à perpétuité pour l’enlèvement et le meurtre de ces deux religieuses. Le 26 octobre 2011, la justice argentine l'a, à son tour, condamné à la réclusion criminelle à perpétuité.
La mairie de Paris a décidé en 2005 d’attribuer le nom d’une rue à Alice Domon et Léonie Duquet (la rue Alice-Domon-et-Léonie-Duquet). Cette rue est située dans le 13e arrondissement.

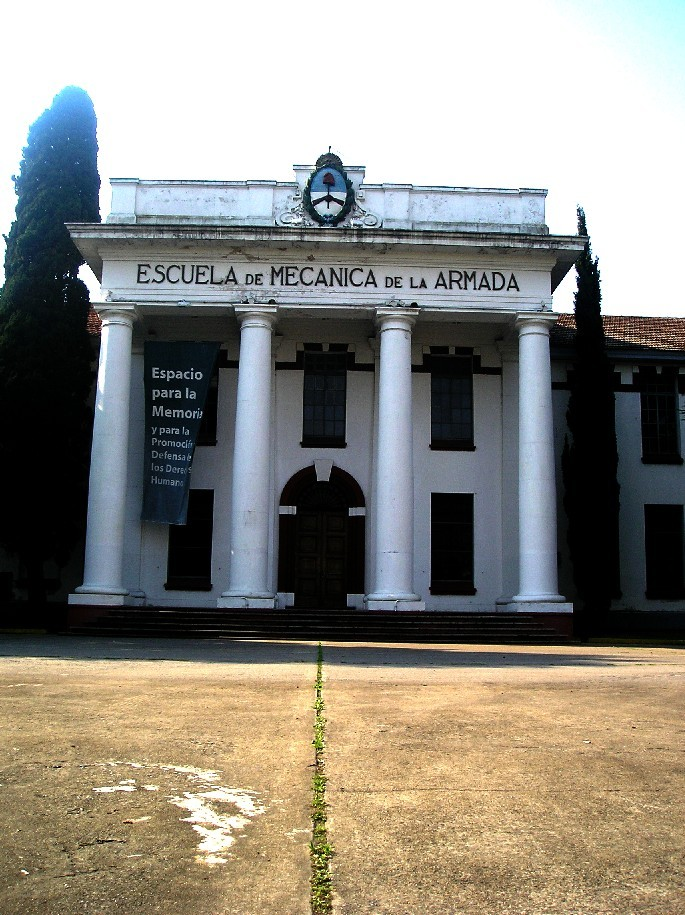
École de mécanique de la Marine.

## Cinéma
- Un documentaire consacré à Alice Domon a été réalisé en 1998 : Yo, sor Alice, d'Alberto Marquardt.